# Hospital de Las Tiendas (Orden de Santiago)

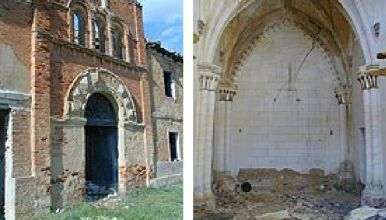
Hospital de Santa María de las Tiendas (Ledigos de la Cueza) antes de ser derribado por sus propietarios en el 2006.

Hospedería y hospital para peregrinos jacobeos enfermos y otros viajeros en el Camino francés a Santiago de Compostela. Estaba situado en las proximidades de la localidad de Calzadilla de la Cueza y Ledigos. 
Fundado por Bernardo Martínez, será objeto de especial protección por parte de Alfonso VIII, a través de una serie de exenciones. En 1182, se eximió de pagar facendera, fonsadera, pedido y cualquier otro servicio. En esta misma línea proteccionista, en 1187, el monarca firma para que ninguno de los vasallos del hospital pudiera ser prendido. En 1190, el promotor regio traspasa la representación del mismo a la Orden de Santiago lo que suposo articular su gestión dentro de un ámbito más amplio y con mayores posibilidades económicas.
En este sentido, en 1204 se recogen las propiedades del hospital, al tiempo que en 1211 se establece, por parte del Prior de Uclés, cual había de ser el montante de las rentas que había de abonar el hospital, a partir de los ingresos generados, como las rentas y derechos obtenidos de los solares de Villasila y Villamelendro, o de las distintas donaciones como la producida en 1222 proveniente de Pedro Fernández y su mujer Teresa los cuales liberan 5000 maravedíes alfonsíes a favor del hospital, aunque estableciendo su destino concreto.
Estaba gestionado por el administrador de las Tiendas el Hospital de Villamartín, tanto en su localización primigenia entre Carrión de los Condes y Villalcázar de Sirga, como tras el traslado de este al Hospital que cede el Conde de Osorno en dicha villa. Donde incluso se le terminó conociendo, por motivo de esta dependencia, como Hospital Real o de Las Tiendas.
El diccionario geográfico de Sebastián Miñano dice del emplazamiento: "granja y coto redondo ordinario (...).  Situado cerca del río de las Cuezas. Confina por el Norte con la provincia de León y pueblo de San Llorente, por el Este con Bustillo del Páramo y Monte de Carrión, por el Sur con Calzadilla de la Cueza, y por el Oeste con Ledigos. Produce granos, legumbres, vino y ganados. Dista tres leguas de la cabeza de partido". · 
En el período comprendido entre 1745 y 1762, el Comendador del Hospital de Santa María Real de las Tiendas, presenta un escrito ante el concejo de Villalcázar sobre el perjuicio que le supone al hospital el modo de diezmar en dicha villa sobre la demarcación y apeo de heredades de la granja de Villamartín (que en ese momento es conocido como 'Término') que fue dada a censo en el año de 1543 a este concejo.
Fue derribado por sus propietarios en el año 2006 y en la actualidad queda únicamente el solar vacío.